# Tekenberg (Wolsdorf)
Tekenberg, auch Am Tekenberge genannt, ist ein Wohnplatz der Gemeinde Wolsdorf im Landkreis Helmstedt in Niedersachsen. Der Wohnplatz Tekenberg ist nach dem Tekenberg benannt, einem nahegelegenen Hügel im Höhenzug Elz.
Tekenberg liegt im Osten von Niedersachsen, am Südwestrand des Elzes, einem bewaldeten Höhenzug südwestlich von Helmstedt. Durch Tekenberg führt die Kreisstraße 16, die in östlicher Richtung in rund zwei Kilometer Entfernung auf die Bundesstraße 244 trifft.

## Geschichte
Von 1819 bis 1821 erfolgte durch das Herzogtum Braunschweig im Elz der Bau der Schachtanlage Prinz Wilhelm zur Gewinnung von Braunkohle. Namensgeber war der spätere Herzog Wilhelm, der zweite Sohn von Friedrich Wilhelm, Herzog zu Braunschweig-Lüneburg.
Die Arbeitsmöglichkeiten im Helmstedter Braunkohlerevier und in den Zuckerfabriken der umliegenden Ortschaften zogen viele Arbeiter aus anderen Landesteilen an, für die Wohnmöglichkeiten geschaffen werden mussten. In diesem Zusammenhang entstand im 19. Jahrhundert auch die Siedlung am Tekenberg, rund 500 Meter vom Hauptschacht der Grube Prinz Wilhelm entfernt. Um 1900 wohnten hier rund 27 Familien aus Polen.